# Apochela
Apochela es un orden de animales eumetazoos de la clase Eutardigrada. Comprende una familia, Milnesiidae.